# Braganey
Braganey là một đô thị thuộc bang Paraná, Brasil. Đô thị này có diện tích 343,321 km², dân số năm 2007 là 6213 người, mật độ 14 người/km².